# دانسبورو، استرالیای غربی
دانسبورو (به انگلیسی: Dunsborough) یک شهرک در استرالیا است که در استرالیای غربی واقع شده‌است.